# Saulce-sur-Rhône
Saulce-sur-Rhône este o comună în departamentul Drôme din sud-estul Franței. În 2009 avea o populație de 1.736 de locuitori.

## Evoluția populației
| An        | 1975  | 1982  | 1990  | 1999  | 2006  | 2009  |
| --------- | ----- | ----- | ----- | ----- | ----- | ----- |
| Populație | 1.199 | 1.210 | 1.443 | 1.613 | 1.641 | 1.736 |